# Karl Giesser
Karl Giesser (29 de octubre de 1928-15 de enero de 2010) fue un futbolista austríaco que jugaba como centrocampista.

## Selección nacional
Fue internacional con la selección de fútbol de Austria en 4 ocasiones. Formó parte de la selección que obtuvo el tercer lugar en la Copa del Mundo de 1954, siendo el mayor éxito en la historia del fútbol austríaco hasta la fecha, pero no jugó ningún partido durante el torneo.

### Participaciones en Copas del Mundo
| Mundial                        | Sede  | Resultado    | Partidos | Goles |
| ------------------------------ | ----- | ------------ | -------- | ----- |
| Copa Mundial de Fútbol de 1954 | Suiza | Tercer lugar | 0        | 0     |

## Clubes
| Club           | País    | Año       |
| -------------- | ------- | --------- |
| SK Rapid Viena | Austria | 1949-1964 |

## Palmarés

### Campeonatos nacionales
| Título               | Club           | País    | Año  |
| -------------------- | -------------- | ------- | ---- |
| Campeonato austríaco | SK Rapid Viena | Austria | 1951 |
| Campeonato austríaco | SK Rapid Viena | Austria | 1952 |
| Campeonato austríaco | SK Rapid Viena | Austria | 1954 |
| Campeonato austríaco | SK Rapid Viena | Austria | 1956 |
| Campeonato austríaco | SK Rapid Viena | Austria | 1957 |
| Campeonato austríaco | SK Rapid Viena | Austria | 1960 |
| Copa de Austria      | SK Rapid Viena | Austria | 1961 |
| Campeonato austríaco | SK Rapid Viena | Austria | 1964 |

### Copas internacionales
| Título        | Club           | Sede            | Año  |
| ------------- | -------------- | --------------- | ---- |
| Copa Zentropa | SK Rapid Viena | Viena (Austria) | 1951 |